# Pulau Iyu Besar
Pulau Iyu Besar är en ö i Indonesien.   Den ligger i provinsen Kepulauan Riau, i den västra delen av landet, 900 km norr om huvudstaden Jakarta.
Terrängen på Pulau Iyu Besar är varierad. Öns högsta punkt är 26 meter över havet. 